# 皮卡罗
皮卡罗（法語：Picarreau，法語發音：[pikaʁo]）是法国汝拉省的一个市镇，位于该省中部，属于隆斯勒索涅区。

## 地理
皮卡罗（46°45'14"N, 5°44'42"E）面积8.96 平方千米，位于法国勃艮第-弗朗什-孔泰大區汝拉省，该省份为法国东部内陆省份，北起上索恩省，西北接科多尔省，西临索恩-卢瓦尔省，南至安省，东与杜省和瑞士接壤。
与皮卡罗接壤的市镇（或旧市镇、城区）包括：伯桑、博讷方丹、克罗特奈、费昂蒙塔涅、勒菲耶。

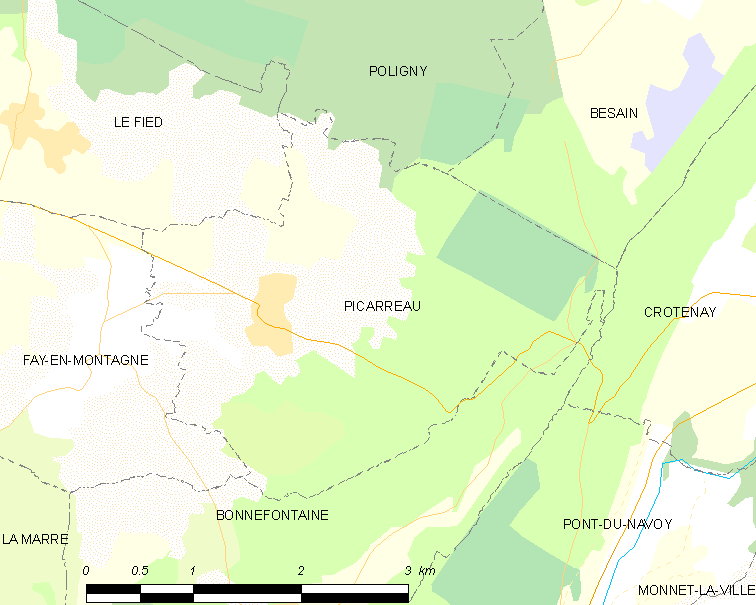
皮卡罗的OSM定位图

皮卡罗的时区为UTC+01:00、UTC+02:00（夏令时）。

## 行政
皮卡罗的邮政编码为39800，INSEE市镇编码为39418。

## 政治
皮卡罗所属的省级选区为波利尼县。

## 人口

1962-2008年间皮卡罗人口变化图示

皮卡罗于2022年1月1日时的人口数量为101人。